# Baron Colchester

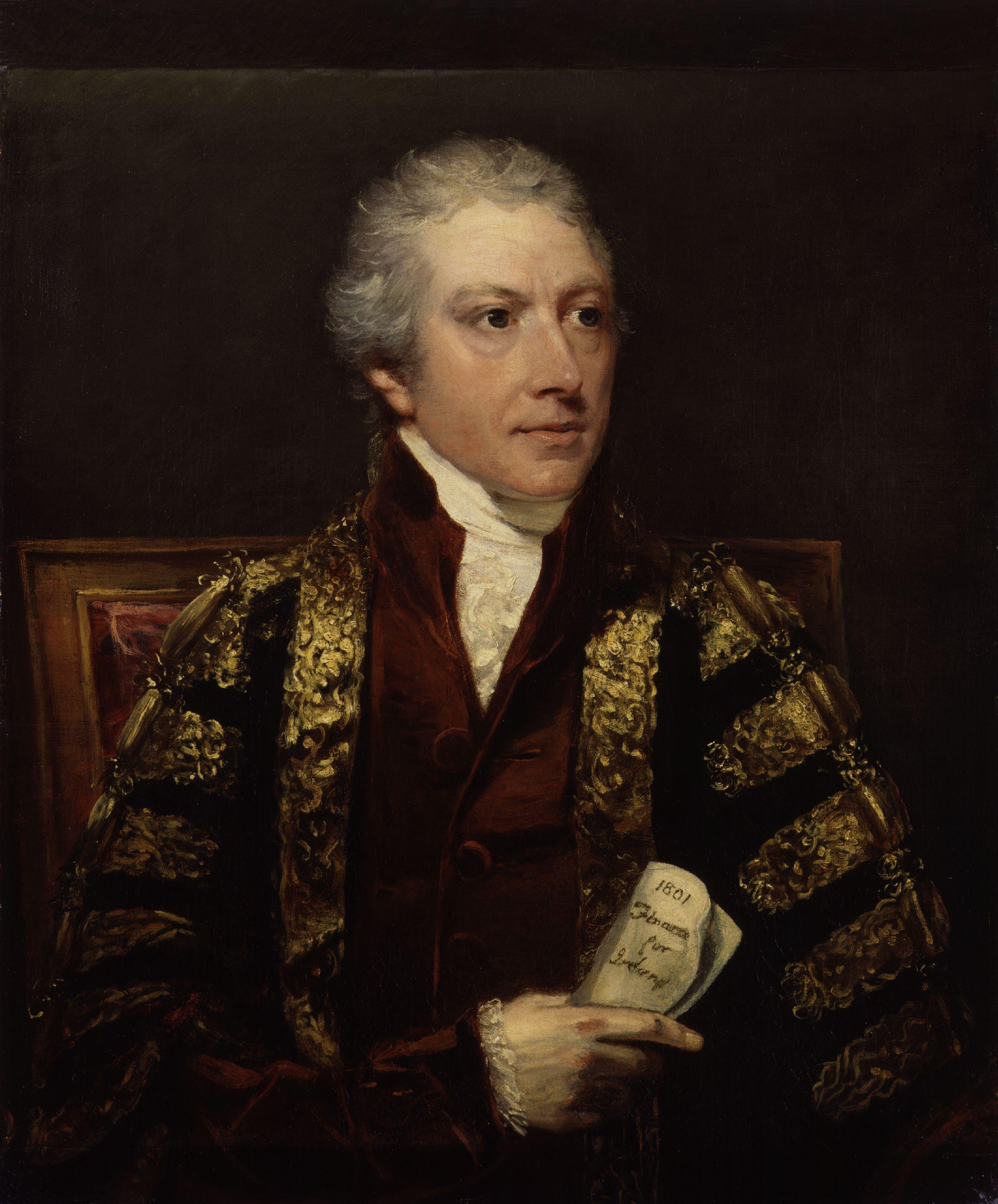
Charles Abbot, 1. Baron Colchester

Baron Colchester, of Colchester in the County of Essex, ist ein erblicher britischer Adelstitel in der Peerage of the United Kingdom.

## Verleihung
Der Titel wurde am 3. Juni 1817 dem Unterhausabgeordneten Charles Abbot verliehen, anlässlich seines Ausscheidens aus dem Amt des Speakers des House of Commons.
Der Titel erlosch am 26. Februar 1919 beim kinderlosen Tod seines Enkels, des 3. Barons.

## Liste der Barone Colchester (1817)
- Charles Abbot, 1. Baron Colchester (1757–1829)
- Charles Abbot, 2. Baron Colchester (1798–1867)
- Reginald Abbot, 3. Baron Colchester (1842–1919)